# Симптом блідого носогубного трикутника
Симптом блідого носогубного трикутника (або «блідий носогубний трикутник», «скарлатинозний трикутник»; англ. ring of paleness around the mouth) — діагностичний симптом при скарлатині та, певною мірою, далекосхідній скарлатиноподібній гарячці, клінічній формі псевдотуберкульозу. У розпал цих хвороб з'являється дрібноплямистий висип, який локалізується на тулубі, кінцівках, обличчі, особливо проявляється на щоках. Симптом являє собою характерну відсутність цього висипу в носогубному трикутнику — місці на обличчі, що обмежене верхньою губою, лініями, які проходять по носощічних складках, та переніссям, де ці лінії змикаються. Включає в себе верхню губу та зовнішні відділи носа.